# FC Girondins de Bordeaux
Girondins de Bordeaux, tên đầy đủ: Football Club des Girondins de Bordeaux, là một câu lạc bộ bóng đá Pháp, có trụ sở tại thành phố Bordeaux. Ở bên ngoài Pháp câu lạc bộ thường được gọi đơn giản là Bordeaux.
Câu lạc bộ ban đầu được thành lập năm 1881 với chức năng là câu lạc bộ thể thao đa năng. Câu lạc bộ bóng đá được thành lập năm 1919. Girondins de Bordeaux từng đoạt chức vô địch quốc gia vào các năm 1950, 1984, 1985, 1987 và 1999. Sân nhà của câu lạc bộ là Sân vận động Chaban Delmas, mang tên một cựu thị trưởng của thành phố, Jacques Chaban-Delmas. Công viên Lescure là tên cũ của sân vận động này. Câu lạc bộ thường xuyên giành quyền tham gia các giải đấu ở cấp độ châu lục.
Thành công nhất ở đấu trường châu Âu của Girondins de Bordeaux là lọt vào chung kết Cúp UEFA năm 1996, sau khi phải tham dự Cúp Intertoto để có được suất tham dự Cúp UEFA. Họ lần lượt vượt qua Vardar Skopje, Rotor Volgograd, Real Betis, một chiến thắng đáng nhớ ở tứ kết trước AC Milan và bán kết thắng Slavia Praha. Ở trận chung kết Bordeaux thất thủ trước Bayern Munich với tỉ số 1-5 sau hai lượt trận.
Huấn luyện viên hiện tại của câu lạc bộ từ năm 2007 là cựu hậu vệ đội tuyển Pháp Laurent Blanc.
Câu lạc bộ hiện hoạt động dưới hình thức một công ty con của tổ hợp truyền hình Pháp M6 từ 2001.
Hiện tại CLB đang thi đấu tại Championnat National, hạng đấu thứ 3 của bóng đá Pháp, sau khi không đáp ứng được các yêu cầu về tài chính và việc duy trì đội bóng.

## Lịch sử câu lạc bộ
Câu lạc bộ Girondins de Bordeaux ra đời vào 1 tháng 2 năm 1882 hoặc 1 tháng 10 năm 1881, theo một số nguồn tham khảo, ban đầu với chức năng một câu lạc bộ thể thao đa năng. Đến năm 1910, dưới tác động Raymond Brard khi ông cho rằng bóng đá là môn thể thao quan trọng nhất, bóng đá mới có ở câu lạc bộ. Mãi đến năm 1919 mới tổ chức trận đấu chính thức đầu tiên của câu lạc bộ.
Le Girondins chuyển sang chuyên nghiệp năm 1937, sau khi các câu lạc bộ bóng đá ở địa phương là Sporting Club de la Bastidenne và Club Deportivo Espagnol de Bordeaux, cùng với câu lạc bộ hợp nhất là Hispano-Bastidenne lần lượt thành lập rồi giải thể. Bordeaux nghỉ hai mùa bóng trước khi chuyển sang chuyên nghiệp.
Bordeaux có được danh hiệu đầu tiên vào năm 1941 khi họ giành được Cúp bóng đá Pháp sau khi đánh bại SC Fives 2-0 ở chung kết. Phải đến 45 năm sau họ mới đoạt lại được danh hiệu này sau khi thất bại ở 6 trận chung kết.
Mùa bóng 1949–50 Bordeaux lần đầu tiên vô địch Ligue 1, chỉ một năm sau khi vô địch Ligue 2, với André Gérard là một trong những cầu thủ đóng góp lớn nhất. Hàng thủ của Bordeaux thời gian đó được đánh giá là "Pháo đài bất khả xâm phạm", với các cầu thủ nổi bật như De Harder, Kargu và Libar.
Thời gian trôi qua và Bordeaux xuống dốc dần, cho đến mùa bóng 1979-80, 13 tuần sau khi sa thải huấn luyện viên, câu lạc bộ thuê Raymond Goethals, huấn luyện viên thành công ở Anderlecht với những chiến thuật nổi tiếng của riêng ông. Tuy nhiên ông cũng chỉ làm việc ở câu lạc bộ chưa đến một năm, và bị thay thế bằng Aimé Jacquet.
Thập niên 1980 là thời điểm thành công của câu lạc bộ. Bordeaux giành được 3 chức vô địch quốc gia, 2 cúp quốc gia và thường xuyên có mặt ở đấu trường châu Âu. Cho đến đầu thập niên 1990 Bordeaux phải xuống hạng vì lý do tài chính. Chỉ một thời gian ngắn sau họ đã trở lại giải đấu cao nhất của Pháp, và có được kết quả thành công nhất trong lịch sử câu lạc bộ là lọt vào trận chung kết Cúp UEFA năm 1996.
Năm 1999 là thời điểm mạnh nhất của câu lạc bộ trong thập niên 1990. Trong mùa bóng 1998-99, Élie Baup dẫn dắt đội bóng và trong suốt mùa bóng thay nhau chiếm giữ ngôi đầu của giải vô địch với Olympique de Marseille. Trước vòng đấu cuối cùng, Bordeaux chỉ hơn Marseille có 1 điểm (69 với 68). Với bàn thắng quyết định ghi được ở phút 89, Bordeaux giành chức vô địch đầu tiên sau 12 mùa bóng, cũng là chức vô địch quốc gia gần đây nhất.
Mùa bóng 2007-08, câu lạc bộ giành vị trí thứ nhì ở Ligue 1 (sau Lyon) và giành suất tham dự thẳng vòng bảng Champions League. Ở trận tranh Siêu cúp bóng đá Pháp đầu mùa bóng 2008-09, họ đánh bại Lyon trên chấm sút phạt luân lưu, giành Siêu cúp lần thứ hai.

### Các mốc thời gian
- 1881/82 - Câu lạc bộ được thành lập.
- 1910 - Bóng đá có mặt ở câu lạc bộ, tuy nhiên chỉ tồn tại trong một mùa.
- 1919 - Bóng đá xuất hiện trở lại câu lạc bộ.
- 1937 - Bordeaux chuyển sang bóng đá chuyên nghiệp.
- 1941 - Chiến thắng đầu tiên: Cúp bóng đá Pháp.
- 1945 - Mùa bóng đầu tiên tại giải vô địch quốc gia.
- 1950 - Danh hiệu vô địch quốc gia đầu tiên.
- 1964 - Lần đầu tiên tham dự đấu trường châu Âu.
- 1984 - Lần đầu tiên tham dự Cúp C1 châu Âu, vào đến bán kết.
- 1987 - Lần đầu tiên giành được cú đúp (vô địch quốc gia và Cúp quốc gia).
- 1996 - Trận chung kết Cúp châu Âu đầu tiên (Cúp C3).
- 1999 - Lần gần nhất vô địch quốc gia.

## Danh hiệu
- Vô địch quốc gia (6): 1949/50, 1983/84, 1984/85, 1986/87, 1998/99, 2008/09
- Cúp bóng đá Pháp (4): 1940/41, 1985/86, 1986/87, 2012/13
- Cúp liên đoàn bóng đá Pháp (3): 2001/02, 2006/07, 2008/09
- Siêu cúp bóng đá Pháp (3): 1986, 2008, 2009
- Cúp Intertoto (1): 1995
- Vô địch Giải hạng nhì Pháp (1): 1992

## Cầu thủ

### Đội hình hiện tại
Tính đến 8 tháng 8 năm 2023
Ghi chú: Quốc kỳ chỉ đội tuyển quốc gia được xác định rõ trong điều lệ tư cách FIFA. Các cầu thủ có thể giữ hơn một quốc tịch ngoài FIFA.
| Số | VT | Quốc gia               | Cầu thủ                                |
| -- | -- | ---------------------- | -------------------------------------- |
| 2  | HV | Na Uy                  | Stian Rode Gregersen                   |
| 3  | HV | Pháp                   | Johaneko Louis-Jean                    |
| 4  | HV | Cameroon               | Malcom Bokele                          |
| 5  | HV | Pháp                   | Yoann Barbet                           |
| 6  | TV | Ukraina                | Danylo Ihnatenko                       |
| 8  | TV | Mali                   | Issouf Sissokho                        |
| 9  | TĐ | Slovenia               | Žan Vipotnik                           |
| 10 | TV | Pháp                   | Gaëtan Weissbeck (cho mượn từ Sochaux) |
| 11 | TĐ | România                | Alexi Pitu                             |
| 12 | TĐ | Honduras               | Alberth Elis                           |
| 13 | TM | Ba Lan                 | Rafał Strączek                         |
| 14 | HV | Cộng hòa Dân chủ Congo | Vital N'Simba                          |
| 17 | TV | Pháp                   | Lenny Pirringuel                       |
| 18 | TV | Pháp                   | Emmanuel Biumla                        |
| 19 | HV | Gabon                  | Jacques Ekomié                         |

| Số | VT | Quốc gia    | Cầu thủ             |
| -- | -- | ----------- | ------------------- |
| 20 | TV | Tây Ban Nha | Pedro Díaz          |
| 22 | TV | Bồ Đào Nha  | Mathias De Amorim   |
| 24 | HV | Pháp        | Harisson Marcelin   |
| 26 | TV | Pháp        | Emeric Depussay     |
| 28 | TĐ | Pháp        | Rémi Oudin          |
| 29 | TV | Pháp        | Jérémy Livolant     |
| 30 | TĐ | Gruzia      | Zuriko Davitashvili |
| 34 | HV | Pháp        | Clément Michelin    |
| 40 | TM | Pháp        | Alane Bedfian       |
| 72 | TV | Pháp        | Yohan Cassubie      |
| 77 | TĐ | Sénégal     | Aliou Badji         |
| 81 | TĐ | Pháp        | Marvin De Lima      |
| 91 | TĐ | Pháp        | David Tebili        |
| 97 | TM | Guadeloupe  | Davy Rouyard        |
| 99 | TM | Pháp        | Grégoire Swiderski  |

### Cho mượn
Ghi chú: Quốc kỳ chỉ đội tuyển quốc gia được xác định rõ trong điều lệ tư cách FIFA. Các cầu thủ có thể giữ hơn một quốc tịch ngoài FIFA.
| Số | VT | Quốc gia | Cầu thủ                                               |
| -- | -- | -------- | ----------------------------------------------------- |
| —  | TV | Pháp     | Logan Delaurier-Chaubet (cho mượn tại Quevilly-Rouen) |

| Số | VT | Quốc gia | Cầu thủ                             |
| -- | -- | -------- | ----------------------------------- |
| —  | TV | Pháp     | Tom Lacoux (cho mượn tại Famalicão) |

### Đội dự bị
Tính đến ngày 11 tháng 7 năm 2023
Ghi chú: Quốc kỳ chỉ đội tuyển quốc gia được xác định rõ trong điều lệ tư cách FIFA. Các cầu thủ có thể giữ hơn một quốc tịch ngoài FIFA.
| Số | VT | Quốc gia   | Cầu thủ           |
| -- | -- | ---------- | ----------------- |
| —  | TM | Pháp       | Nicolas Bahoya    |
| —  | TM | Pháp       | Guerric Bernou    |
| —  | TM | Guadeloupe | Davy Rouyard      |
| —  | HV | Algérie    | Aïssa Boudechicha |
| —  | HV | Pháp       | Rayane Doucouré   |
| —  | HV | Pháp       | Joël Manga        |
| —  | HV | Pháp       | Yael Mouanga      |
| —  | HV | Pháp       | Glenn Younousse   |
| —  | TV | Pháp       | Emmanuel Biumla   |
| —  | TV | Pháp       | Yassine Boujouama |
| —  | TV | Bồ Đào Nha | Mathias De Amorim |

| Số | VT | Quốc gia   | Cầu thủ              |
| -- | -- | ---------- | -------------------- |
| —  | TV | Bồ Đào Nha | Mathias De Amorim    |
| —  | TV | Pháp       | Emilien Makagni      |
| —  | TV | Thụy Sĩ    | Joss Marques         |
| —  | TV | Pháp       | Rudy Orea            |
| —  | TV | Haiti      | Johab Pascal         |
| —  | TĐ | Maroc      | Cehaib El Moutawakil |
| —  | TĐ | Pháp       | Luc Essiena          |
| —  | TĐ | Pháp       | Alexandre Fernandes  |
| —  | TĐ | Ghana      | Jamal Haruna         |
| —  | TĐ | Pháp       | David Tebili         |

## Kỷ lục câu lạc bộ

### Số lần ra sân nhiều nhất
| #   | Tên                       | Số trận |
| --- | ------------------------- | ------- |
| 1°  | Alain Giresse             | 587     |
| 2°  | Ulrich Ramé               | 525     |
| 3°  | Jean-Christophe Thouvenel | 490     |
| 4°  | Guy Calléja               | 441     |
| 5°  | Gernot Rohr               | 430     |
| 6°  | René Gallice              | 390     |
| 7°  | Marc Planus               | 381     |
| 8°  | Edouard Kargulewicz       | 341     |
| 9°  | Jean Tigana               | 326     |
| 10° | Christophe Dugarry        | 324     |

### Ghi bàn nhiều nhất
| #   | Tên                          | Số bàn |
| --- | ---------------------------- | ------ |
| 1°  | Alain Giresse                | 182    |
| 2°  | Edouard Kargulewicz          | 151    |
| 3°  | Bernard Lacombe              | 138    |
| 4°  | Laurent Robuschi             | 130    |
| 5°  | Pauleta                      | 91     |
| 6°  | Johannes Lambertus de Harder | 90     |
| 7°  | Didier Couécou               | 89     |
| 8°  | Marouane Chamakh             | 76     |
| 9°  | Hector De Bourgoing          | 72     |
| 10° | Lilian Laslandes             | 70     |

## Ban Lãnh đạo và huấn luyện
Ban lãnh đạo
- Chủ tịch: Joseph DaGrosa
- Giám đốc điều hành: Alain Deveseleer
- Giám đốc thương mại và marketing: Vincent Repoux
- Giám đốc quản trị và tài chính: Catherine Steva
- Giám đốc tuyển dụng: Yannick Stopyra

Huấn luyện và y tế
- Huấn luyện viên trưởng: Paulo Sousa
- Trợ lý huấn luyện: Eric Blahic
- Huấn luyện viên thủ môn: Franck Mantaux
- Cố vấn kỹ thuật: Pierre Espanol
- Huấn luyện viên thể lực: Eric Bedouet
- Huấn luyện viên thể lực: Kevin Plantet
- Bác sĩ: Thierry Delmeule
- Bác sĩ: Hervé Petit
- Bác sĩ tim mạch: Laurent Labbé
- Bác sĩ tim mạch: David Das Neves
- Bác sĩ tim mạch: Cyril Hostein
- Bác sĩ tim mạch: Jacques Thébault
- Xương khớp: Eric Robinson

### Các huấn luyện viên
Bordeaux có tổng cộng 36 huấn luyện viên trong lịch sử. Đầu tiên là HLV người Tây Ban Nha, Benito Díaz.
| Thời gian | Tên                 |
| --------- | ------------------- |
| 1937–42   | Benito Díaz         |
| 1942–43   | Santiago Urtizberea |
| 1943      | Eugen Stern         |
| 1943–45   | Oscar Saggiero      |
| 1945–47   | Maurice Bunyan      |
| 1947–57   | André Gérard        |
| 1957      | Santiago Urtizberea |
| 1957–60   | Camille Libar       |
| 1960–67   | Salvador Artigas    |
| 1967–70   | Jean-Pierre Bakrim  |
| 1970      | Pierre Danzelle     |
| 1970–72   | André Gérard        |
| 1972–74   | Pierre Phelipon     |

| Thời gian                           | Tên              |
| ----------------------------------- | ---------------- |
| 1974–76                             | André Menaut     |
| 1976–78                             | Christian Montes |
| 1978–79                             | Luis Carniglia   |
| 1979–80                             | Raymond Goethals |
| 1980–89                             | Aimé Jacquet     |
| 1989                                | Didier Couécou   |
| 1989–90                             | Raymond Goethals |
| Tháng 9 năm 1990–90                 | Gernot Rohr      |
| 1990–91                             | Gérard Gili      |
| 1991 – Tháng 6 năm 1992             | Gernot Rohr      |
| Tháng 7 năm 1992 – Tháng 6 năm 1994 | Rolland Courbis  |
| Tháng 7 năm 1994 – Tháng 6 năm 1995 | Toni             |
| Tháng 4 năm 1995 – Tháng 6 năm 1995 | Éric Guérit      |

| Thời gian                             | Tên                      |
| ------------------------------------- | ------------------------ |
| Tháng 7 năm 1995 – Tháng 2 năm 1996   | Slavoljub Muslin         |
| Tháng 2 năm 1996 – Tháng 6 năm 1996   | Gernot Rohr              |
| Tháng 7 năm 1996 – Tháng 6 năm 1997   | Rolland Courbis          |
| Tháng 6 năm 1997 – Tháng 12 năm 1997  | Guy Stéphan              |
| Tháng 12 năm 1997 – Tháng 10 năm 2003 | Elie Baup                |
| Tháng 10 năm 2003 – Tháng 6 năm 2005  | Michel Pavon             |
| Tháng 7 năm 2005 – Tháng 6 năm 2007   | Ricardo Gomes            |
| Tháng 7 năm 2007 – Tháng 5 năm 2010   | Laurent Blanc            |
| Tháng 5 năm 2010 – Tháng 5 năm 2011   | Jean Tigana              |
| Tháng 5 năm 2011 – Tháng 6 năm 2011   | Éric Bedouet (tạm quyền) |
| Tháng 6 năm 2011 – Tháng 5 năm 2014   | Francis Gillot           |
| Tháng 5 năm 2014 – Tháng 3 năm 2016   | Willy Sagnol             |
| Tháng 3 năm 2016 – Tháng 5 năm 2016   | Ulrich Ramé              |
| Tháng 7 năm 2016– Tháng 1 năm 2018    | Jocelyn Gourvennec       |
| Tháng 1 năm 2018– Tháng 9 năm 2018    | Gustavo Poyet            |
| Tháng 9 năm 2018– Tháng 3 năm 2019    | Ricardo Gomes            |
| Tháng 3 năm 2019–                     | Paulo Sousa              |